# Syzygium pseudolaetum
Syzygium pseudolaetum là một loài thực vật có hoa trong Họ Đào kim nương. Loài này được (C.E.C.Fisch.) Merr. & L.M.Perry miêu tả khoa học đầu tiên năm 1941.